# (16083) Jorvik
(16083) Jorvik (1999 TH12) – planetoida z pasa głównego asteroid okrążająca Słońce w ciągu 3,19 lat w średniej odległości 2,17 j.a. Odkryta 12 października 1999 roku.